# Alocasia melo
Alocasia melo är en kallaväxtart som beskrevs av A.Hay, P.C.Boyce och Khoon Meng Wong. Alocasia melo ingår i släktet Alocasia och familjen kallaväxter. Inga underarter finns listade.